# مقررات فناوری نانو
مقررات فناوری نانو (انگلیسی: Regulation of nanotechnology) به دلیل مناقشات مداوم در مورد کارایی نانوفناوری، بحث های مهمی در مورد اینکه آیا نانوفناوری یا محصولات مبتنی بر فناوری نانو مستحق مقررات خاص دولتی هستند وجود دارد. این عمدتا به زمان ارزیابی مواد جدید قبل از انتشار آنها در بازار، جامعه و محیط مربوط می شود.

نانوفناوری به تعداد فزاینده‌ای از محصولات تجاری در دسترس - از جوراب و شلوار گرفته تا راکت تنیس و پارچه‌های تمیزکننده اشاره دارد. چنین فناوری‌های نانو و صنایع همراه آن، درخواست‌هایی را برای افزایش مشارکت جامعه و ترتیبات نظارتی مؤثر برانگیخته است. با این حال، این فراخوان‌ها در حال حاضر به چنین مقررات جامعی برای نظارت بر تحقیقات و کاربرد تجاری فناوری‌های نانو، یا هر گونه برچسب‌گذاری جامع برای محصولاتی که حاوی نانوذرات هستند یا از فرآیندهای نانو مشتق شده‌اند، منجر نشده است.

نهادهای نظارتی مانند آژانس حفاظت از محیط زیست ایالات متحده و سازمان غذا و دارو در ایالات متحده یا اداره سلامت و حمایت از مصرف کننده کمیسیون اروپا شروع به مقابله با خطرات احتمالی ناشی از نانوذرات کرده اند. تاکنون، نه نانوذرات مهندسی شده و نه محصولات و مواد حاوی آنها مشمول مقررات خاصی در مورد تولید، جابجایی یا برچسب زدن نیستند.

## مدیریت خطرات: سلامت و ایمنی انسان و محیط زیست
مطالعات تأثیر ذرات معلق در هوا بر سلامت عموماً نشان می دهد که برای مواد سمی، ذرات کوچکتر سمی تر هستند. این تا حدی به این دلیل است که با توجه به جرم یکسان در حجم، دوز بر حسب تعداد ذرات با کاهش اندازه ذرات افزایش می‌یابد.

با توجه به داده های موجود، بحث شده است که روش های ارزیابی خطر کنونی مناسب خطرات مرتبط با نانوذرات نیستند؛ به ویژه، روش های سم شناسی و اکو-سم شناسی موجود برای این کار مناسب نیستند؛ ارزیابی تعرض (دز) باید به عنوان مقدار نانوذرات و / یا مساحت سطح بیان شود، نه فقط جرم؛ تجهیزات برای شناسایی و اندازه گیری روتین نانوذرات در هوا، آب یا خاک ناکافی است؛ و بسیار کم درباره واکنش های فیزیولوژیکی به نانوذرات شناخت داریم.

نهادهای نظارتی در ایالات متحده و همچنین اتحادیه اروپا به این نتیجه رسیده اند که نانوذرات پتانسیل یک خطر کاملاً جدید را تشکیل می دهند و لازم است تجزیه و تحلیل گسترده ای از خطر انجام شود. چالشی که برای تنظیم‌کننده‌ها وجود دارد این است که آیا می‌توان ماتریسی ایجاد کرد که نانوذرات و نانوفرمولاسیون‌های پیچیده‌تری را که احتمالاً خواص سم‌شناسی خاصی دارند، شناسایی کند یا اینکه آزمایش هر ذره یا فرمول به طور جداگانه منطقی‌تر است.

شورای بین المللی نانوتکنولوژی یک پایگاه داده و مجله مجازی از مقالات علمی در زمینه تحقیقات زیست محیطی، بهداشت و ایمنی در مورد نانوذرات نگهداری می کند. پایگاه داده در حال حاضر دارای بیش از ۲۰۰۰ ورودی است که بر اساس نوع ذرات، مسیر نوردهی و سایر معیارها نمایه شده اند. پروژه فناوری‌های نوظهور نانو (PEN) در حال حاضر ۸۰۷ محصولی را فهرست می‌کند که تولیدکنندگان داوطلبانه آن‌ها را شناسایی کرده‌اند که از فناوری نانو استفاده می‌کنند. سازمان غذا و دارو (آمریکا) نیازی به برچسب زدن ندارد تا این تعداد به طور قابل توجهی بیشتر باشد. به گفته دیوید رجسکی، مدیر پروژه PEN، "استفاده از فناوری نانو در محصولات مصرفی و کاربردهای صنعتی به سرعت در حال رشد است، به طوری که محصولات فهرست شده در فهرست PEN فقط نوک کوه یخ را نشان می دهند." لیستی از آن دسته از محصولاتی که به طور داوطلبانه توسط سازندگان آنها فاش شده اند در اینجا قرار دارد.
برگه اطلاعات ایمنی مواد که باید برای مواد خاصی صادر شود، اغلب بین اندازه حجیم و مقیاس نانو ماده مورد نظر تفاوتی قائل نمی‌شود و حتی زمانی که صادر می‌شود، این MSDS فقط توصیه‌ای هستند.

## حکومت دموکراتیک
بسیاری استدلال می کنند که دولت موظف است فرصت هایی را برای مشارکت عمومی در توسعه اشکال جدید علم و فناوری فراهم کند. مشارکت جامعه را می توان از طریق ابزارها یا مکانیسم های مختلف به دست آورد. یک مقاله مجله آنلاین رویکردهای سنتی مانند همه پرسی، اسناد مشاوره و کمیته های مشورتی را که شامل اعضای جامعه و سایر ذینفعان می شود، شناسایی می کند. سایر رویکردهای مرسوم شامل جلسات عمومی و گفتگوی "بسته" با سهامداران است. فرآیندهای تعامل معاصر بیشتری که برای مشارکت دادن اعضای جامعه در تصمیم گیری در مورد فناوری نانو به کار گرفته شده اند، شامل هیئت منصفه شهروندان و کنفرانس های اجماع هستند. لیچ و اسکونز (۲۰۰۶، ص ۴۵) استدلال می کنند که از آنجایی که "بیشتر بحث ها در مورد گزینه های علم و فناوری شامل عدم قطعیت و اغلب ناآگاهی است، بحث عمومی در مورد رژیم های نظارتی ضروری است."

برخی ادعا کرده‌اند که برچسب‌گذاری و نظارت محدود بر فناوری نانو، ممکن است مسائل مربوط به سلامت و ایمنی انسانی و محیط زیست را تشدید کند و توسعه نظارت جامع بر فناوری نانو، برای اطمینان از اینکه خطرات پتانسیلی مربوط به تحقیقات و کاربرد تجاری فناوری نانو، بر فواید پتانسیل آن غالب نشود، حیاتی خواهد بود. همچنین ممکن است برای برآورده کردن انتظارات جامعه در مورد توسعه مسئولانه فناوری نانو و همچنین حصول اطمینان از اینکه منافع عمومی در شکل‌دهی به توسعه فناوری نانو گنجانده شده است، مقررات لازم باشد.

آموزش، مشارکت و مشاوره جامعه معمولاً «پایین دست» اتفاق می‌افتد: زمانی که حداقل سطح آگاهی متوسطی وجود داشته باشد، و اغلب در طول فرآیند انتشار و تطبیق فناوری‌ها. در مقابل، تعامل "بالادستی" خیلی زودتر در چرخه نوآوری رخ می دهد و شامل: "گفتگو و بحث در مورد گزینه ها و مسیرهای فناوری آینده، آوردن رویکردهای اغلب متخصصان به اسکن افق، آینده نگری فناوری و برنامه ریزی سناریو برای درگیر کردن طیف گسترده تر است. از دیدگاه ها و ورودی ها." دانیل ساروویتز، مدیر کنسرسیوم علم، سیاست و نتایج دانشگاه ایالتی آریزونا، استدلال می‌کند که «زمانی که دستگاه‌های جدید به مرحله تجاری‌سازی و مقررات می‌رسند، معمولاً برای تغییر آنها برای اصلاح مشکلات دیر شده است». با این حال، Xenos و همکاران. استدلال می کنند که تعامل بالادستی می تواند در این زمینه از طریق بحث پیش بینی شده با همتایان مورد استفاده قرار گیرد. منظور از مشارکت بالادستی در این معنا، ایجاد بهترین شرایط ممکن برای سیاست گذاری صحیح و قضاوت عمومی بر اساس ارزیابی دقیق اطلاعات عینی است. بحث ممکن است به عنوان یک کاتالیزور برای تعامل بالادستی عمل کند و باعث پاسخگویی افراد به جستجو و پردازش اطلاعات اضافی شود ("تفصیل پیش بینی"). با این حال، اگرچه بحث پیش بینی شده منجر به جستجوی اطلاعات بیشتر شرکت کنندگان شد، Xenos و همکاران. دریافتند که اطلاعات واقعی در درجه اول جستجو نشده است. در عوض، افراد به دنبال نظرات و سرمقاله ها بودند.

این موضع که تحقیق، توسعه و استفاده از فناوری نانو باید تحت کنترل بخش دولتی باشد، گاهی اوقات به عنوان نانوسوسیالیسم شناخته می شود.

### تازگی
این سوال که آیا نانوتکنولوژی چیزی "جدید" را نشان می دهد باید پاسخ داده شود تا تصمیم گیری شود که چگونه فناوری نانو باید به بهترین شکل تنظیم شود. انجمن سلطنتی توصیه کرد که دولت بریتانیا مواد شیمیایی به شکل نانوذرات یا نانولوله ها را به عنوان مواد جدید ارزیابی کند. متعاقب آن، در سال ۲۰۰۷ ائتلافی متشکل از چهل گروه خواستار طبقه بندی نانومواد به عنوان مواد جدید و تنظیم آن شدند.

علی‌رغم این توصیه‌ها، مواد شیمیایی شامل نانوذرات که قبلاً مورد ارزیابی و مقررات قرار گرفته‌اند، صرف‌نظر از احتمال خطرات و اثرات مختلف، ممکن است از مقررات مستثنی شوند. در مقابل، نانومواد اغلب از منظر حقوق مالکیت معنوی (IPRs) به‌عنوان «جدید» شناخته می‌شوند و به این ترتیب از طریق قوانین ثبت اختراع از نظر تجاری محافظت می‌شوند.

بحث قابل توجهی در مورد اینکه چه کسی مسئول تنظیم فناوری نانو است وجود دارد. در حالی که برخی از آژانس های نظارتی غیر فناوری نانو در حال حاضر برخی از محصولات و فرآیندها را (به درجات مختلف) پوشش می دهند - با "پیوند کردن" فناوری نانو به مقررات موجود - شکاف های واضحی در این رژیم ها وجود دارد. این امر برخی از کاربردهای فناوری نانو را قادر می‌سازد تا بدون اینکه تحت پوشش هیچ مقرراتی قرار نگیرند، به‌طور مجازی «از شکاف‌ها عبور کنند». نمونه ای از این در ایالات متحده رخ داده است و شامل نانوذرات تیتانیوم دی‌اکسید (TiO2) برای استفاده در کرم های ضد آفتاب است که در آن ظاهر زیبایی شفاف تری ایجاد می کنند. در این مورد، سازمان غذا و داروی ایالات متحده (FDA) اثرات بهداشتی فوری قرار گرفتن در معرض نانوذرات TiO2 را برای مصرف کنندگان بررسی کرد. با این حال، آنها تأثیرات آن را برای اکوسیستم‌های آبی پس از پاک شدن کرم ضد آفتاب بررسی نکردند، و همچنین EPA یا هیچ آژانس دیگری نیز این کار را انجام ندادند. به طور مشابه، نظارت معادل FDA استرالیا، سازمان محصولات درمانی (TGA)، استفاده از نانوذرات در ضدآفتاب‌ها را تأیید کرد (بدون نیاز به برچسب‌گذاری بسته) پس از بررسی دقیق ادبیات، بر اساس اینکه با وجود اینکه نانوذرات TiO2 و روی اکسید (ZnO) در ضدآفتاب‌ها در vitro رادیکال‌های آزاد و آسیب DNA اکسایشی تولید می‌کنند، اما چنین ذراتی احتمالاً قادر به عبور از سلول‌های خارجی مرده لایه corneum stratum پوست انسان نیستند؛ یافته‌ای که برخی از دانشمندان بر این باور هستند که این اصل احتیاط را در رابطه با استفاده طولانی مدت در کودکان با پوست بریده، سالمندان با پوست نازک، افراد با پوست بیمار یا استفاده در چینش‌های انعطاف‌پذیر ندارد.شک ها درباره تصمیم TGA با انتشار مقاله‌ای که نشان می‌داد فرم آناتاز بدون پوشش از TiO2 که در برخی از ضدآفتاب‌های استرالیایی استفاده می‌شود، باعث واکنش فتوکاتالیستی شده و سطح روف‌های پیش‌ترنگ‌شدهٔ فولادی را در نقاطی که با دست‌های پوشیده از ضدآفتاب کارگران تماس می‌گیرد، تخریب می‌کند، مطرح شد. چنین شکاف‌هایی در مقررات احتمالاً در کنار توسعه و تجاری‌سازی فن‌آوری‌های نانو به‌طور فزاینده پیچیده‌تر نسل دوم و سوم ادامه خواهد یافت.

نانوپزشکی تازه شروع به ورود به فرآیندهای نظارت بر دارو کرده است، اما در چند دهه آینده می‌تواند به یک گروه برجسته در دسته داروهای نوآور شود. فکر کنونی نظارت‌کنندگان ایمنی و کارآمدی هزینه، این است که این محصولات باعث بروز چندان مشکلات نانوی خاصی نمی‌شوند. برخی از دانشگاهیان (مانند توماس آلورد فانس) این گزاره را به چالش کشیده اند و پیشنهاد می کنند که نانوداروها ممکن است چالش های سیاستی منحصر به فرد یا تشدید شده ای را برای سیستم های دولتی از نظر مقرون به صرفه بودن و همچنین مقررات ایمنی ایجاد کنند. همچنین جنبه های مثبت عمومی قابل توجهی در مقررات فناوری نانو وجود دارد، به ویژه با توجه به حصول اطمینان از اینکه مشارکت صنعت در تنظیم استانداردها به ابزاری برای کاهش رقابت تبدیل نمی شود و اینکه سیاست ها و مقررات فناوری نانو مدل های جدید کشف و توسعه داروی ایمن را به طور سیستماتیک تر تشویق می کند که بار جهانی بیماری را هدف قرار داده است.

تلاش‌های خودتنظیمی ممکن است به دلیل تعارض منافع در درخواست از هر سازمانی برای نظارت بر خود با شکست مواجه شوند. اگر مردم از این شکست آگاه شوند، اغلب به یک سازمان خارجی و مستقل وظیفه پلیسی داده می‌شود که گاهی با اقدامات تنبیهی شدید علیه سازمان انجام می‌شود. سازمان غذا و دارو خاطرنشان می کند که فقط بر اساس ادعاهای داوطلبانه تولید کننده محصول تنظیم می کند. اگر هیچ ادعایی از سوی یک سازنده مطرح نشود، ممکن است FDA از استفاده از فناوری نانو بی اطلاع باشد.

با این حال، مقررات در سراسر جهان هنوز بین مواد در مقیاس نانو و شکل حجیم آنها تمایز قائل نیستند. این بدان معناست که نانومواد به طور موثری تنظیم نشده باقی می مانند. هیچ الزام قانونی برای نانومواد برای مواجهه با آزمایش‌های جدید سلامت و ایمنی یا ارزیابی اثرات زیست محیطی قبل از استفاده در محصولات تجاری وجود ندارد، در صورتی که این مواد قبلاً به صورت فله تأیید شده باشند. خطرات سلامتی نانومواد نگرانی خاصی برای کارگرانی است که ممکن است در سطوح بالاتر و بر اساس معمول‌تر نسبت به عموم مردم با مواجهه شغلی با نانومواد مواجه شوند.

### قانون بین المللی
هیچ مقررات بین المللی در مورد محصولات نانو یا فناوری نانو زیربنایی وجود ندارد. همچنین هیچ تعاریف یا اصطلاحات مورد توافق بین‌المللی برای نانوتکنولوژی، هیچ پروتکل مورد توافق بین‌المللی برای آزمایش سمیت نانوذرات، و هیچ پروتکل استانداردی برای ارزیابی اثرات زیست‌محیطی نانوذرات وجود ندارد. علاوه بر این، نانومواد در محدوده معاهدات بین‌المللی موجود که مواد شیمیایی سمی را تنظیم می‌کنند، قرار نمی‌گیرند.

از آنجایی که محصولاتی که با استفاده از فناوری نانو تولید می‌شوند احتمالاً وارد تجارت بین‌المللی خواهند شد، استدلال می‌شود که لازم است استانداردهای نانوتکنولوژی در سراسر مرزهای ملی هماهنگ شود. این نگرانی وجود دارد که برخی کشورها، به ویژه کشورهای در حال توسعه، از مذاکرات استانداردهای بین المللی کنار گذاشته شوند. موسسه استانداردهای غذا و کشاورزی خاطرنشان می کند که "کشورهای در حال توسعه باید در توسعه استانداردهای بین المللی فناوری نانو نظر داشته باشند، حتی اگر فاقد ظرفیت برای اجرای استانداردها باشند".

نگرانی در مورد انحصارها و کنترل متمرکز و مالکیت نانوتکنولوژی های جدید در کارگاه های اجتماعی در استرالیا در سال 2004 مطرح شد.

## استدلال علیه مقررات
استفاده گسترده از واژه نانوتکنولوژی در سال‌های اخیر این تصور را ایجاد کرده است که چارچوب‌های نظارتی به طور ناگهانی باید با چالش‌های کاملاً جدیدی دست و پنجه نرم کنند که برای مقابله با آن‌ها مجهز نیستند. بسیاری از سیستم‌های نظارتی در سراسر جهان در حال حاضر مواد یا محصولات جدید را از نظر ایمنی به صورت موردی ارزیابی می‌کنند، قبل از اینکه در بازار مجاز شوند. این سیستم‌های نظارتی سال‌هاست که ایمنی آرایش‌های مولکولی در مقیاس نانومتری را ارزیابی می‌کنند و بسیاری از مواد شامل ذرات در مقیاس نانومتری برای دهه‌ها مورد استفاده قرار گرفته‌اند. کربن سیاه، تیتانیوم دی‌اکسید، روی اکسید، بنتونیت، آلومینیم سیلیکات، آهن اکسید، دی‌اکسید سیلیسیم
، خاک دیاتومه، کائولینیت، طلق، مونتموریونیت، منیزیم اکسید، سولفات مس.

این چارچوب‌های تأیید موجود تقریباً به‌طور جهانی از بهترین علم موجود برای ارزیابی ایمنی استفاده می‌کنند و مواد یا محصولاتی را با مشخصات منفعت خطر غیرقابل قبول تأیید نمی‌کنند. یک پیشنهاد این است که به سادگی اندازه ذرات را به عنوان یکی از چندین پارامتر تعیین کننده یک ماده مورد تایید، به جای ایجاد قوانین خاص برای همه ذرات با اندازه معین بدون توجه به نوع، در نظر بگیریم. یک استدلال اصلی علیه مقررات ویژه نانوتکنولوژی این است که کاربردهای پیش‌بینی‌شده با بیشترین تأثیر در آینده بسیار دور هستند و نحوه تنظیم فناوری‌هایی که امکان‌سنجی آن‌ها در این نقطه حدس‌آمیز است، مشخص نیست. در این میان، استدلال شده است که کاربردهای فوری نانومواد چالش‌هایی را ایجاد می‌کند که تفاوت چندانی با معرفی هر ماده جدید دیگری ندارد و می‌توان با تغییرات جزئی در طرح‌های نظارتی موجود به جای تنظیم گسترده کل حوزه‌های علمی با آن مقابله کرد.

یک رویکرد واقعاً احتیاطی به مقررات می تواند به شدت مانع توسعه در زمینه مطالعات ایمنی فناوری نانو شود که برای هر کاربرد علم نانو مورد نیاز است. در حالی که نتایج این مطالعات می‌تواند مبنایی برای مقررات دولتی و بین‌المللی باشد، یک رویکرد معقول‌تر ممکن است توسعه یک ماتریس ریسک باشد که مقصران احتمالی را شناسایی می‌کند.

## واکنش دولت ها

### انگلستان
انجمن سلطنتی بریتانیا در گزارش اصلی خود در سال ۲۰۰۴ به نام علم و فناوری نانو: فرصت ها و عدم قطعیت ها به این نتیجه رسید که:
بسیاری از فناوری‌های نانو هیچ خطر جدیدی برای سلامتی ندارند و تقریباً تمام نگرانی‌ها به اثرات بالقوه نانوذرات و نانولوله‌های عمدی تولید شده مربوط می‌شود که آزاد هستند و نه ثابت در یک ماده... ما انتظار داریم که احتمال انتشار نانوذرات یا نانولوله‌ها از محصولاتی که در آن‌ها ثابت یا جاسازی شده‌اند (مانند کامپوزیت‌ها) کم باشد، اما توصیه کرده‌ایم که تولیدکنندگان این خطر احتمالی قرار گرفتن در معرض را برای چرخه عمر محصول ارزیابی کنند و یافته‌های خود را در دسترس  نهادهای نظارتی مربوطه قرار دهند... بعید است که نانوذرات جدید تولید شده در دوزهای کافی برای ایجاد اثرات بهداشتی مرتبط با [آلودگی طبیعی هوا] به انسان وارد شود.

اما توصیه کرده‌اند که نانومواد به‌عنوان مواد شیمیایی جدید تنظیم شوند، آزمایشگاه‌ها و کارخانه‌های تحقیقاتی با نانومواد «اگر مواد خطرناکبودند»، تا حد امکان از انتشار نانومواد در محیط‌زیست خودداری شود، و محصولات حاوی نانومواد در معرض ایمنی جدید الزامات آزمایش قبل از انتشار تجاری آنها قرار گیرند.

در گزارش سال ۲۰۰۴ انجمن سلطنتی بریتانیا و آکادمی سلطنتی مهندسین اشاره شد که مقررات موجود در بریتانیا زمانی که مواد موجود به شکل نانوذرات تولید می‌شوند نیازی به آزمایش اضافی ندارند. انجمن سلطنتی توصیه کرد که چنین مقرراتی تجدید نظر شود تا "مواد شیمیایی تولید شده به شکل نانوذرات و نانولوله ها به عنوان مواد شیمیایی جدید تحت این چارچوب های نظارتی در نظر گرفته شوند" (p.xi). آنها همچنین توصیه کردند که مقررات موجود بر اساس احتیاط اصلاح شود زیرا انتظار دارند «سمیت مواد شیمیایی به شکل نانوذرات و نانولوله‌های آزاد را نتوان از روی سمیت آن‌ها به شکل بزرگ‌تر پیش‌بینی کرد و در برخی موارد بیشتر خواهد بود. سمی نسبت به جرم مشابه همان ماده شیمیایی در شکل بزرگتر است.آنها همچنین توصیه کردند که مقررات موجود بر اساس احتیاط اصلاح شود زیرا انتظار دارند «سمیت مواد شیمیایی به شکل نانوذرات و نانولوله‌های آزاد را نتوان از روی سمیت آن‌ها به شکل بزرگ‌تر پیش‌بینی کرد و در برخی موارد سمی تر نسبت به جرم مشابه همان ماده شیمیایی در شکل بزرگتر است.

گزارش اولیه کمیسیون مقررات بهتر در سال ۲۰۰۳ به دولت بریتانیا توصیه کرده بود:

۱.از طریق یک بحث آگاهانه، مردم را قادر می سازد تا خطرات را برای خود در نظر بگیرند و با ارائه اطلاعات مناسب به آنها کمک کنند تا تصمیمات خود را بگیرند؛

۲.در مورد نحوه تصمیم گیری باز باشد و در جاهایی که عدم قطعیت وجود دارد تصدیق کند؛

۳.برقراری ارتباط با مردم و مشارکت آنها در فرآیند تصمیم گیری تا حد امکان؛

۴.اطمینان حاصل شود که کانال های ارتباطی دو طرفه را توسعه می دهد؛

۵.در رسیدگی به مسائل خطر، به ویژه ارائه اطلاعات و اجرای سیاست، رهبری قوی داشته باشید.

این توصیه ها در اصل توسط دولت بریتانیا پذیرفته شد. پاسخ دولت بریتانیا با توجه به اینکه "هیچ تمرکز آشکاری برای یک بحث عمومی آگاهانه از نوع پیشنهاد شده توسط گروه ویژه" وجود نداشت، پاسخ دولت بریتانیا پذیرفتن توصیه‌ها بود.

گزارش انجمن سلطنتی در سال ۲۰۰۴ دو موضوع متمایز حاکمیتی را مشخص کرد:

۱. "نقش و رفتار نهادها" و توانایی آنها برای "به حداقل رساندن پیامدهای ناخواسته" از طریق مقررات و مقررات کافی

۲. میزان اعتماد عمومی و ایفای نقش در تعیین مسیرهایی که فناوری نانو در حین توسعه ممکن است دنبال کند.